# 斯特熱萊茨基島

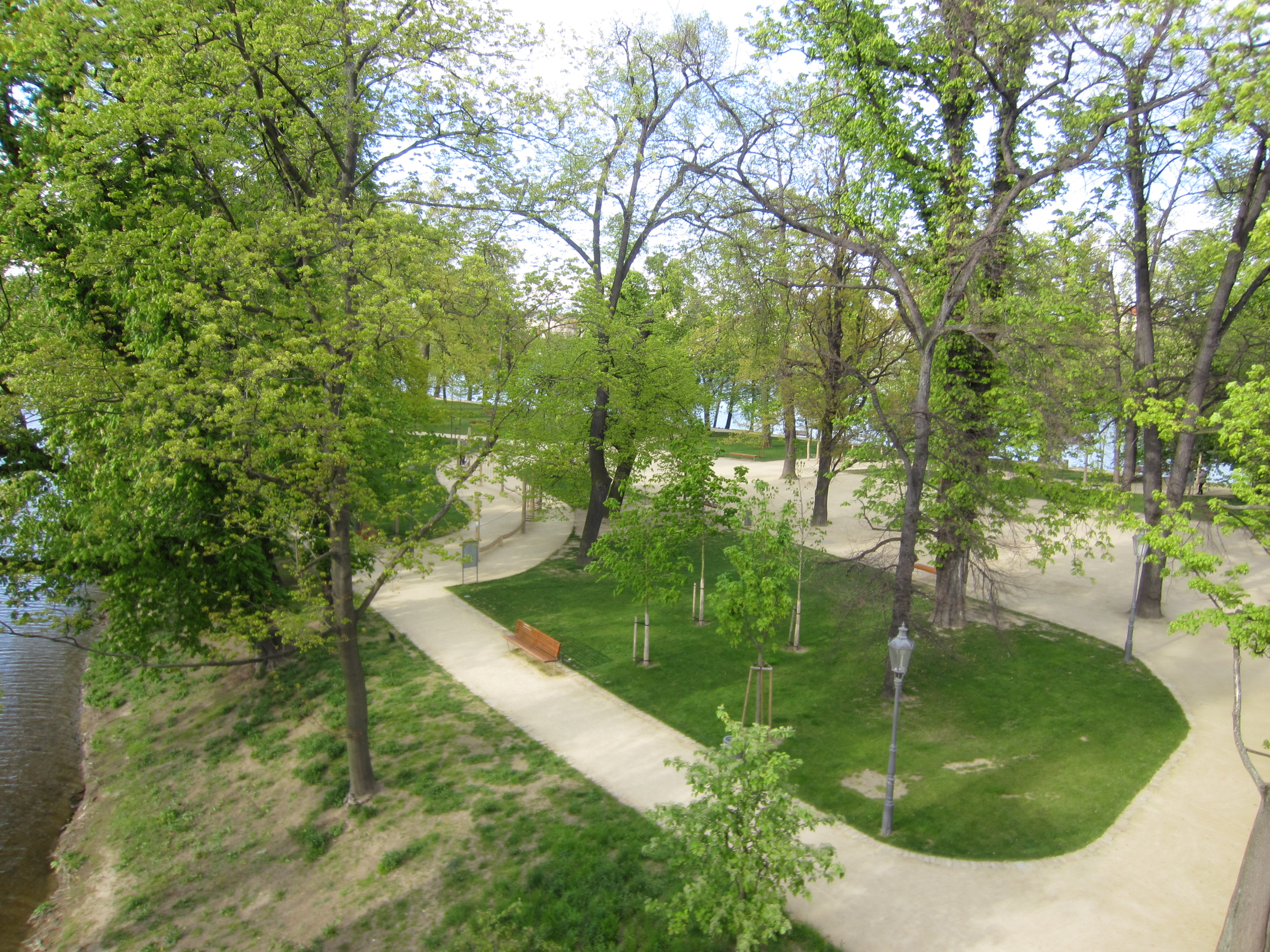

50°04′52″N 14°24′36″E / 50.0811°N 14.4101°E
斯特熱萊茨基島是位於捷克首都布拉格伏爾塔瓦河內的一個島嶼，面積約為2.5公頃,。斯特熱萊茨基島第一次在文獻中被提到是在12世紀。